# Escut d'Eslovàquia
L'escut d'Eslovàquia és de gules, amb un mont de tres cims d'atzur movent de la punta, amb el cim central més alt, ressaltant sobre una creu patriarcal patent d'argent.
La creu patriarcal és un símbol cristià d'origen romà d'Orient que apareix ja a les monedes d'Esteve I d'Hongria, ja que des del segle X Eslovàquia va pertànyer al Regne d'Hongria; la creu va esdevenir el senyal identificador del nord d'Hongria. Les muntanyes de l'escut, que daten del segle xiv, són el Tatra, el Fatra i el Matra, un símbol d'Eslovàquia, si bé avui dia situades en territori hongarès. De fet, Hongria utilitza actualment un escut on apareixen les mateixes armes eslovaques (juntament amb el faixat de gules i argent dels Árpád), si bé amb el mont de tres cims de sinople, no d'atzur (a Eslovàquia es va triar el blau com un dels tres colors paneslaus, juntament amb el blanc i el vermell preexistents a l'escut), i coronat d'or, corona que no hi fou afegida fins al segle xvii.
Cap al segle xvi va esdevenir símbol de la nació eslovaca. Durant la Revolució de 1848, els eslovacs lluitaren juntament amb els austríacs contra els hongaresos, i el Consell Nacional Eslovac reunit a Viena usà l'escut com a símbol nacional eslovac; per primera vegada deixava de ser el símbol tan sols de l'Alta Hongria, i el color de les muntanyes passava a ser d'atzur, com a distintiu eslau. Des de llavors ha estat utilitzat sovint: el 1914 (oficialment el 1920) ja representava Eslovàquia dins l'escut de Txecoslovàquia, entre 1939 i 1945 fou l'escut oficial de la República Eslovaca filonazi durant la Segona Guerra Mundial i el 1945 va formar part de nou de l'escut d'armes txecoslovac.

Símbol d'Eslovàquia de 1960 a 1990

Tanmateix, de 1960 a 1990 fou oficialment prohibit, ja que el règim comunista el considerava un símbol de l'Estat Eslovac feixista. Durant aquesta època el símbol d'Eslovàquia fou substituït, dins l'escut txecoslovac, per un senyal creat artificialment on apareixia el mont Kriváň i unes flames en commemoració de l'Aixecament Nacional Eslovac de 1944.
Durant la Revolució de Vellut, exactament l'1 de març de 1990, fou readoptat com a símbol oficial de la República Eslovaca encara dins de Txecoslovàquia. Finalment, la nova república independent d'Eslovàquia el va adoptar com a emblema nacional segons la Constitució del 3 de setembre de 1992.
Des del 1992, apareix també a la part central de la bandera estatal, desplaçat a l'esquerra.